# Lễ cưới (người Kháng)
Lễ cưới Kháng là một nghi lễ của người đồng bào dân tộc Kháng. Tục cưới xin lần lượt trải qua các lễ thức sau: 
- Dạm hỏi
- Xin ở rể
- Cưới.

Lễ cưới lần đầu được tổ chức cho chàng trai đi ở rể. Lễ cưới lần hai, đưa dâu về nhà chồng để gây dựng gia đình riêng. Người cậu có vai trò đặc biệt trong việc dựng vợ gả chồng cho cháu.